# Olyckan vid Djatlovpasset

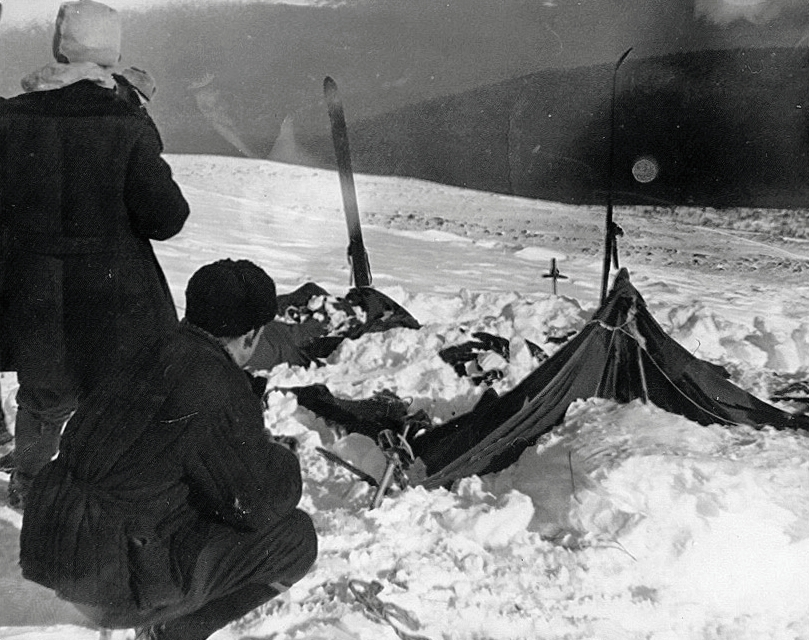
Fotografi taget vid lägret när räddningsteamet kom till platsen.

Olyckan vid Djatlovpasset var en olycka som resulterade i att nio skidåkare dog under oklara omständigheter i norra Uralbergen. Omständigheterna kring olyckan har givit upphov till mycket spekulationer om orsaken. Olyckan skedde natten den 2 februari 1959 på den östra delen av berget Cholat Siachl (Det döda berget på mansi-språket). Bergspasset där olyckan skedde har namngetts Djatlovpasset efter gruppens ledare Igor Djatlov. 
I en utredning presenterad 2020, ledd av åklagarmyndigheten i Sverdlovsk, av olyckan fastslogs att orsaken var en lavin, som innebar att gruppen flytt från sitt tält för att söka skydd. I mörker, dålig sikt och sträng kyla har man sedan inte hittat tillbaka till lägret. Samtliga alternativa förklaringar avfärdades.
Tidigare hade man trots ett flertal utredningar inte lyckats fastställa varför de nio skidåkarna övergav sitt läger mitt i natten och frös ihjäl. Inte heller hade man lyckats utreda hur de avlidnas märkliga skador uppkommit.

## Bakgrund
En grupp skidåkare bestämde sig för att göra en expedition över Uralbergens norra delar. Gruppen, som leddes av Igor Djatlov, bestod av åtta män och två kvinnor. De flesta var studenter eller akademiker vid Uralbergens Tekniska Högskola (Уральский Политехнический Институт, УПИ), idag Urals federala universitet.
1. Igor Aleksejevitj Djatlov (Игорь Алексеевич Дятлов), gruppens ledare, född 13 januari 1936
2. Zinaida Aleksejevna Kolmogorova (Зинаида Алексеевна Колмогорова), född 12 januari 1937
3. Ludmila Aleksandrovna Dubinina (Людмила Александровна Дубинина), född 12 maj 1938
4. Aleksandr Sergejevitj Kolevatov (Александр Сергеевич Колеватов), född 16 november 1934
5. Rustem Vladimirovitj Slobodin (Рустем Владимирович Слободин), född 11 januari 1936
6. Jurij Aleksejevitj Krivonisjtjenko (Юрий Алексеевич Кривонищенко), född 7 februari 1935
7. Jurij Nikolajevitj Dorosjenko (Юрий Николаевич Дорошенко), född 29 januari 1938
8. Nikolaj Vladimirovitj Thibeaux-Brignolles (Николай Владимирович Тибо-Бриньоль), född 5 juli 1935
9. Semjon Aleksejevitj Zolotarjov (Семён Алексеевич Золотарёв), född 2 februari 1921
10. Jurij Jefimovitj Judin (Юрий Ефимович Юдин), född 19 juli 1937 – lämnade expeditionen 28 januari på grund av sjukdom

Målet med expeditionen var att nå Otorten (Отортен), ett berg 10 kilometer norr om platsen för händelsen. Vägen de skulle ta uppskattades som en "Kategori III", den svåraste. Men alla medlemmar hade lång erfarenhet av expeditioner i bergen.

## Utredningar

### Den första utredningen
De mystiska omständigheterna kring skidåkarnas död har givit upphov till mycket spekulationer. Utredningen av dödsfallen tyder på att vandrarna rev upp sitt tält inifrån och begav sig iväg halvnakna, barfota under kraftigt snöfall i 15-gradig kyla; medan liken inte visade något tecken på motstånd, så hade ändå ett offer krossad skalle, två hade totalkrossade revben och en kvinna ur teamet saknade sin tunga. Några av offrens kläder innehöll även små halter strålning. En intressant sak är att personerna med krossade revben trots allt inte hade några som helst blåmärken eller yttre skador på kroppen, vilket borde ha uppstått om någon annan människa bragt dem om livet. Utredare från Sovjetunionen beslutade därför att endast "en framtvingad okänd kraft" hade orsakat dödsfallen. Orsakerna till olyckan är fortfarande okända. "Lavinen" skulle egentligen ha varit ett lågt flygande jetflygplan. Men trots lavinteorin och många andra spekulationer, är det svårt att förklara de mycket märkliga skadorna på kropparna.

#### Journalisternas sammanfattning
Journalister som tog del av de tillgängliga uppgifterna från utredningen sammanfattade det de läst:
- Sex medlemmar av gruppen dog av nedkylning och tre dog av dödliga skador.
- Det fanns inga tecken på att några andra människor skulle ha rört sig i området
- Tältet hade rivits sönder från insidan.
- Offren dog 6 – 8 timmar efter sin senaste måltid.
- Spåren från lägret visade att alla gruppmedlemmarna lämnade lägret på egen hand, till fots.
- Teorin om en attack från det bofasta mansifolket tillbakavisades av doktor Boris Vozrozjdennyj. Han fastslog att de tre med dödliga skador hade skador som inte kunde ha tillfogats av människor, eftersom kraften som krävdes varit mycket stor och att det inte funnits några mjukdelsskador.[4]
- Mätningar av strålning visade höga halter av radioaktivitet på kläderna hos några av offren.[4]
- Offentliggjorda dokument innehåller ingen information om offrens inre organ.

Slutsatsen blev att gruppmedlemmarna dött på grund av "en framtvingad okänd kraft". Utredningen slutfördes officiellt I maj 1959. Dokumenten arkiverades och hemligstämplades. På 1990-talet offentliggjordes fallet, men då saknades delar av utredningen.

### 2019 års utredning
Ytterligare en rysk utredning av olyckan, ledd av åklagarmyndigheten i Sverdlovsk, inleddes i februari 2019, och slutsatserna från den presenterades i juli 2020. Utredningen kom då fram till att gruppen flytt från sitt tält sedan det träffats av en lavin. Man sökte sin tillflykt vid en avsats cirka 50 meter från tältplatsen. Gruppen kunde sedan, på grund av mörkret, inte hitta tillbaka till lägerplatsen. Enligt utredningen ska sikten inte ha varit mer än 16 meter vid tillfället.  I och med att de var desorienterade kom de från varandra i mörkret. Utredningen tillskriver de skador som flera av gruppmedlemmarna ådrog sig till vilda djur. Temperaturen vid olyckstillfället ska ha varit så låg som -45 °C, och gruppmedlemmarna frös därför ihjäl.
2019 års utredning avfärdar samtidigt andra teorier kring händelsen, så som atomsprängningar, jordbävning eller en orkan. Enligt vittnesmål från lokalbefolkningen kunde vindstyrkorna ibland bli så starka att människor och djur fördes långa sträckor med vinden, men utredningen menar att de meteorologer som undersökt saken inte kunde styrka den teorin.

## I populärkulturen
- Devil's Pass, rysk-brittisk skräckfilm från 2013 regisserad av Renny Harlin.
- 2015 släpptes ett polskt skräckdataspel, Kholat, som är baserat på olyckan. I spelet besöker man passet för att försöka utreda vad det var som egentligen hände.[7]